# Гарі Мануел
Гарі Мануел (англ. Garry Manuel; нар. 20 лютого 1950, Австралія) — австралійський футболіст, нападник.

## Клубна кар'єра
Футбольну кар'єру розпочав у клубі «Сідней Прага», який виступав у Першій лізі чемпіонату штату Новий Південний Уельс. Під час чемпіонату світу 1974 року виступав за клуб з Сіднея — «Пан Гелленік».

## Кар'єра в збірній
У футболці національної збірної Австралії дебютував 10 жовтня 1969 року в переможному (3:1) поєдинку кваліфікації чемпіонату світу 1970 року проти Японії в Сеулі. Свого наступного поєдинку в збірній Мануел чекав 1974 року. У 1973 році Австралія вперше виборола путівку на чемпіонат світу (1974 року). На турнірі в ФРН не зіграв у жодному з трьох матчів австралійців на груповому етапі (з НДР 0:2, ФРН 0:3 та з Чилі 0:0). Востаннє футболку збірної Австралії зіграв 28 травня 1974 року проти Ізраїлю. Загалом у 1969-1974 роках зіграв 4 матчі в складі національної команди.